# Dappere Dodo

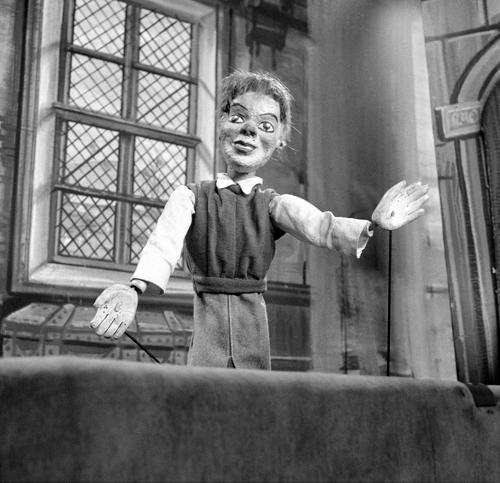
Dappere Dodo in aflevering 19 (1956)

Dappere Dodo was de titel van de eerste kinderserie op de Nederlandse televisie, die door de KRO tussen 3 februari 1955 en 20 mei 1964 werd uitgezonden.
Het programma draaide rond de jongen 'Dappere Dodo', die met zijn vrienden Kees, Ome Harrekie, de Kapitein, Opa Buiswater en Juffrouw Vulpen allerlei avonturen beleefde.

## Achtergrond
De serie is bedacht door de leiding van de KRO, in samenwerking met het poppentheater van Bert Brugman. De begintune werd gezongen door Kinderkoor de Karekieten. De eerste aflevering werd geschreven door producer Fred Bredschneyder die de naam Dodo uit de heiligenkalender haalde (Dodo van Haske). Alle daarop volgende afleveringen werden geschreven en gespeeld door Bert Brugman en zijn gezin, die ook de diverse rollen spraken.
Er werden in totaal 75 afleveringen gemaakt en uitgezonden, die hoofdzakelijk 'live' werden gespeeld vanuit Studio Irene te Bussum. De serie behaalde liefst 5 jaren lang de hoogste kijkdichtheidscores, hetgeen wellicht mede te danken was aan de (taal)humor die voortdurend verwees naar de actualiteit, waardoor het programma ook voor volwassenen interessant bleek.

## Figuren uit de serie
- Dappere Dodo
- Kees
- opa Buiswater
- ome Harrekie
- juffrouw Vulpen
- de Kapitein (van het schip "De Schele Zeemeermin")
- de boeven Bruto en Netto
- baron Wilhelmus en barones Aleida (in afl.62: 'brrr...een spook')

## Bron
- WELLEMAN, Meerten, "Dag lieve kijkbuiskinderen: 75 jaar kinderprogramma's", A.J.G. Strengholt, 1999, blz. 24